# Asuni
Asuni (en sard, Asuni) és un municipi italià, dins de la província d'Oristany. L'any 2007 tenia 401 habitants. Es troba a la regió de Marmilla. Limita amb els municipis de Laconi, Ruinas, Samugheo, Senis i Villa Sant'Antonio.

## Administració
| Període | Identitat    | Partit        |
| ------- | ------------ | ------------- |
| 2005-   | Sandro Sarai | Llista cívica |